# Gustaf Åkerhielm
Baron Johan Gustaf Nils Samuel Åkerhielm af Margaretelund (Stockholm, 24 juli 1833 – aldaar, 2 april 1900) was een Zweeds eerste minister.

## Levensloop
Van 1859 tot 1866 en van 1870 tot aan zijn dood was hij als landeigenaar lid van de Rijksdag. Voor zijn politieke loopbaan was hij als diplomaat actief in Sint-Petersburg en in Kopenhagen. Van 1874 tot 1875 was hij minister van Financiën.
In 1889 werd hij in de regering van Gillis Bildt minister van Buitenlandse Zaken en in oktober 1889 volgde hij Bildt op als premier van Zweden. Als premier wilde hij allerlei militaire hervormingen doorvoeren, die geblokkeerd werden door de oppositie in het Lagerhuis. In het Opperhuis daarentegen genoot hij veel steun. In 1891 werd hij gedwongen ontslag te nemen als premier, nadat hij een militaire hervorming die hij wilde doorvoeren geïnterpreteerd werd als een soort van oorlogsverklaring aan Noorwegen.
- Gemeinsame Normdatei: 142725196
- International Standard Name Identifier: 0000 0001 0676 6283
- KulturNav: 3f0ce79d-42f4-4b59-a11e-9e0638f2ffd6
- LIBRIS: 296792
- Virtual International Authority File: 24585808
- WorldCat: E39PBJc3CqmWpvCWF7BXCxTfv3